# Zentralamerika- und Karibikspiele 1974/Tennis
Die Tenniswettbewerbe der XII. Zentralamerika- und Karibikspiele 1974 wurden vom 1. bis 7. März auf der Anlage des Club Deportivo Naco in Santo Domingo ausgetragen. Es fanden bei Damen und Herren Einzel und Doppel sowie der Mixedwettbewerb statt. Mexiko gewann vier Titel. Die Kubanerin Aleida Spex, Siegerin im Mixed-Wettbewerb, suchte nach dem Turnier in der chilenischen Botschaft um politisches Asyl nach.

## Herren

### Einzel
| Platz | Land        | Spieler            |
| ----- | ----------- | ------------------ |
| 1     | Mexiko      | Emilio Montaño     |
| 2     | Puerto Rico | Freddy de Jesús    |
| 3     | Kuba        | Humberto Camarotti |

### Doppel
| Platz | Land                         | Spieler                        |
| ----- | ---------------------------- | ------------------------------ |
| 1     | Mexiko                       | Roberto Chávez Emilio Montaño  |
| 2     | Venezuela                    | Pedro Ast Amable Plaza         |
| 3     | Amerikanische Jungferninseln | Gary Nelthropp Albert Richards |

## Damen

### Einzel
| Platz | Land   | Spielerin       |
| ----- | ------ | --------------- |
| 1     | Mexiko | Gina Díaz Ponce |
| 2     | Kuba   | Aleida Spex     |
| 3     | Mexiko | Cecilia Rosado  |

### Doppel
| Platz | Land        | Spielerinnen                     |
| ----- | ----------- | -------------------------------- |
| 1     | Mexiko      | Gina Díaz Ponce Cecilia Rosario  |
| 2     | Puerto Rico | María de Annexy Wendy Hitt       |
| 3     | Kuba        | Iluminada Conceptión Aleida Spex |

## Mixed
| Platz | Land        | Spieler                       |
| ----- | ----------- | ----------------------------- |
| 1     | Kuba        | Aleida Spex Juan Pérez        |
| 2     | Puerto Rico | María de Annexy Manuel Díaz   |
| 3     | Mexiko      | Cecilia Rosado Emilio Montaño |

## Medaillenspiegel
| Platz | Land                         | Gold | Silber | Bronze | Gesamt |
| ----- | ---------------------------- | ---- | ------ | ------ | ------ |
| 01    | Mexiko                       | 4    | —      | 2      | 6      |
| 02    | Kuba                         | 1    | 1      | 2      | 4      |
| 03    | Puerto Rico                  | —    | 3      | —      | 3      |
| 04    | Venezuela                    | —    | 1      | —      | 1      |
| 05    | Amerikanische Jungferninseln | —    | —      | 1      | 1      |

## Quelle
- XII Juegos Deportivos Centroamericanos y del Caribe, herausgegeben vom Organisationskomitee (PDF-Datei, 51,7 MB), 2. Band: Desportes, S. 266–273 und 442–452.